# Biofortificação

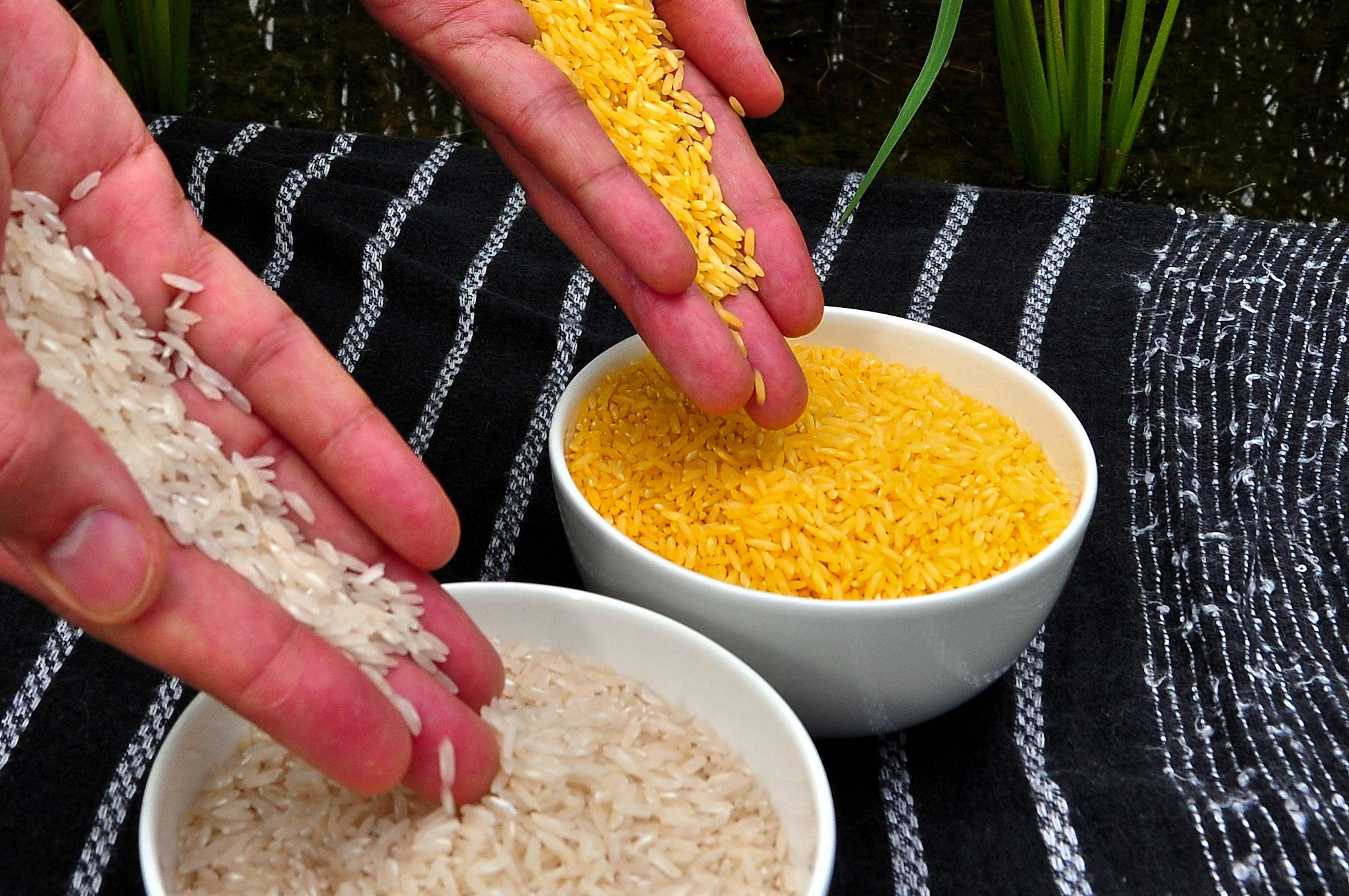
A tigela à direita contém o Arroz Dourado, um exemplo de biofortificação usando engenharia genética. A cor dourada dos grãos provém das quantidades aumentadas de beta-caroteno.

A biofortificação é a ideia de cruzar culturas para aumentar seu valor nutricional . Isso pode ser feito através da seleção artificial ou através da engenharia genética . A biofortificação difere da fortificação comum porque se concentra em tornar os alimentos mais nutritivos à medida que as plantas crescem, em vez de adicionar nutrientes aos alimentos durante o processamento. Esta é uma melhoria importante em relação à fortificação comum quando se trata de fornecer nutrientes para os pobres rurais, que raramente têm acesso a alimentos fortificados comercialmente. Como tal, a biofortificação é vista como uma estratégia para lidar com deficiências de micronutrientes em países de baixa e média renda. No caso do ferro, a OMS estimou que a biofortificação poderia ajudar a curar os 2 bilhões de pessoas que sofrem de anemia induzida por deficiência de ferro.

## Metodologia
As plantas são cruzadas usando um dos dois métodos principais:

### Reprodução selecionada
Usando esse método, os melhoradores de plantas pesquisam nos bancos de sementes as variedades existentes de culturas que são naturalmente ricas em nutrientes. Eles então cruzam essas variedades com alto teor de nutrientes com variedades de alta produtividade, para fornecer uma semente com alta produtividade e maior valor nutricional. As culturas devem ser criadas com quantidades suficientes de nutrientes para terem um impacto positivo significativo na saúde humana. Como tal, elas devem ser desenvolvidas com o envolvimento de nutricionistas que estudam se os consumidores da cultura melhorada podem absorver os nutrientes extras e até que ponto o armazenamento, o processamento e o cozimento das culturas afetam os níveis de nutrientes disponíveis. Um exemplo da reprodução por seleção artificial é o pão de trigo com alto teor de ferro e zinco, que foi desenvolvido através da cruza com radiação.
Atualmente, esse método é predominante, pois é menos controverso do que a engenharia genética. A HarvestPlus, uma grande ONG no desenvolvimento de culturas biofortificadas, utiliza principalmente técnicas convencionais de melhoramento e ainda não gastou mais de 15% do seu orçamento de pesquisa em culturas geneticamente modificadas para quando os métodos convencionais falham em atender aos requisitos nutricionais.

### Modificação genética
O arroz dourado é um exemplo de uma cultura GM desenvolvida por seu valor nutricional. A versão mais recente do Golden Rice contém genes da bactéria Erwinia, encontrada no solo, e genes do milho, e contém níveis aumentados de beta-caroteno, que podem ser convertidos pelo organismo em vitamina A. Golden Rice está sendo desenvolvido como uma nova maneira potencial de abordar a deficiência de vitamina A.
As sementes são consideradas uma parte importante do ciclo de vida das culturas, pois influenciam em fases críticas do desenvolvimento da planta, como germinação e dormência. A preparação das sementes antes da semeadura é considerada uma das maneiras promissoras de fornecer soluções de valor agregado para maximizar o potencial natural da semente para definir a planta, visando à obtenção do potencial máximo de rendimento em relação à qualidade e à quantidade. Um exemplo foi a verificação de um efeito positivo no crescimento da parte aérea e radicular de mudas de trigo (Triticum aestivum L.) quando tratadas com nanopartículas de óxido de ferro. Este método inovador de biofortificação econômico e fácil de usar comprovou aumentar a deposição de ferro na colheita. Portanto, a intervenção da nanotecnologia em termos de priming de sementes pode ser uma abordagem de agricultura inteligente, econômica e fácil de usar para aumentar o valor nutritivo dos grãos de maneira ecológica.

## Usos

### Países de baixa e média renda
As deficiências de vários micronutrientes, incluindo vitamina A, zinco e ferro, são comuns em países de baixa e média renda e afetam bilhões de pessoas, podendo levar a, entre outros sintomas, uma maior incidência de cegueira, um sistema imunológico mais fraco, crescimento atrofiado e comprometimento do desenvolvimento cognitivo. Os pobres, particularmente os pobres da zona rural, tendem a subsistir com uma dieta de culturas básicas, como arroz, trigo e milho, que são pobres em micronutrientes, e a maioria não pode pagar ou cultivar eficientemente frutas, vegetais ou produtos de origem animal necessários para obter níveis saudáveis desses nutrientes. Como tal, aumentar os níveis de micronutrientes nas culturas básicas pode ajudar a prevenir e reduzir as deficiências de micronutrientes - em um estudo em Moçambique, comer batata-doce biofortificada com beta-caroteno reduziu a incidência de deficiência de vitamina A em crianças em 24%.
Essa abordagem pode ter vantagens sobre outras intervenções de saúde, como fornecer alimentos enriquecidos após o processamento ou fornecer suplementos . Embora essas abordagens tenham se mostrado bem-sucedidas ao lidar com os pobres urbanos, elas tendem a exigir acesso a mercados e sistemas de saúde eficazes, que muitas vezes simplesmente não existem nas áreas rurais. A biofortificação também é bastante rentável após um grande investimento inicial em pesquisa - depois que as sementes podem ser distribuídas, os “custos de implementação [do cultivo de alimentos biofortificados] são nulos ou desprezíveis”  em oposição à suplementação que é comparativamente cara e requer financiamento contínuo ao longo do tempo, o que pode ser comprometido pela flutuação do interesse político.
Pesquisas sobre essa abordagem estão sendo realizadas internacionalmente, com grandes esforços em andamento no Brasil, China e Índia.

### Países de alta renda
Pesquisadores da Universidade de Warwick têm procurado maneiras de aumentar os baixos níveis de selênio nos grãos britânicos e têm trabalhado para ajudar a desenvolver um grão a ser usado na fabricação de pão biofortificado com selênio.

## Problemas
Algumas pessoas, embora não se oponham à biofortificação em si, criticam os alimentos geneticamente modificados, incluindo os biofortificados, como o arroz dourado.
Ocasionalmente, pode haver dificuldades na aceitação de alimentos biofortificados se eles tiverem características diferentes de suas versões não fortificadas. Por exemplo, alimentos com alto teor de vitamina A são geralmente de cor amarela escura ou laranja - isso é problemático para muitos na África, onde o milho branco é consumido por humanos e o milho amarelo está associado negativamente à alimentação animal ou à ajuda alimentar, ou onde a batata-doce de polpa branca é preferível à de polpa laranja, mais úmida. Algumas qualidades podem ser mais simples de serem reproduzidas do que outras.
Nesse caso, deve-se tomar cuidado para convencer os agricultores e consumidores locais de que vale a pena cultivar e consumir o alimento em questão. Isso pode ser feito através da melhoria das qualidades de cultivo da planta, por exemplo, amadurecendo a batata-doce de polpa laranja mais cedo que a de polpa branca, para que possa ser levada ao mercado mais cedo. Também pode-se faê-lo através da educação em saúde pública, tornando aparentes aos consumidores os benefícios de ingerir alimentos biofortificados. Os estudos sugerem que os pobres da zona rural “consumirão versões biofortificadas de alimentos básicos, mesmo que a cor dos alimentos tenha mudado ... se forem educados quanto ao benefício”. Embora outros micronutrientes, como zinco ou ferro, possam ser adicionados às culturas sem alterar visivelmente o sabor ou a aparência, alguns pesquisadores enfatizam a importância de garantir que os consumidores não pensem que seus alimentos foram alterados sem a sua autorização ou conhecimento.
Alguns criticaram os programas de biofortificação porque podem incentivar "uma maior simplificação das dietas e sistemas alimentares humanos", porque "[a biofortificação é] uma estratégia que visa concentrar mais nutrientes em alguns alimentos básicos [que] podem contribuir para simplificar ainda mais as dietas já excessivamente dependente de alguns alimentos ricos em carboidratos. " Isso pode parecer irresponsável, pois a falta de acesso a uma dieta diversificada e equilibrada é a principal causa de desnutrição. Como resultado, esses críticos pedem cautela e o uso da biofortificação como parte de uma estratégia mais ampla que envolve a diversificação de alimentos em países de baixa e média renda. Os advogados da biofortificação aceitam isso como uma estratégia de longo prazo, mas alertam que o aumento substancial da diversidade da dieta levará "muitas décadas e incontáveis bilhões de dólares", e que a biofortificação pode ser uma estratégia eficaz para ajudar a reduzir a desnutrição por micronutrientes no curto prazo.

## Ligaçções externas
- Diretório de publicações relacionadas à biofortificação
- HarvestPlus
- Arroz dourado
- O sistema de informações nutricionais de vitaminas e minerais da OMS